# Ernest Green
Pour les articles homonymes, voir Green.
Ernest Green (1882 - 4 novembre 1947) est un statisticien et historien canadien.

## Biographie
Tout d’abord journaliste, il fut embauché comme compilateur de données démographiques au Département du Ministère du Travail et du Commerce avant le rejoindre le Bureau de Statistiques du Dominion. Il prit sa retraite en 1947. Intéressé par l’histoire locale la péninsule de Niagara, il fut l’auteur de Lincoln at bay : A Sketch of 1814 (Welland, 1923) et contribua par sa rédaction de très nombreux articles estimés à la Papers and Records de la Société historique de l’Ontario.